# Технологический институт Карлсруэ
Технологический институт Карлсруэ (нем. Karlsruher Institut für Technologie (KIT), лат. Fridericiana (Фридерициана) — старейшее техническое высшее учебное заведение в Германии и четвёртое в Европе после пражского, парижского и венского технических университетов.
В настоящем виде существует с 1 октября 2009 года — объединены Университет Карлсруэ (нем. Universität Karlsruhe (TH)) и Научно-исследовательский центр Карлсруэ (нем. Forschungszentrum Karlsruhe).

## История

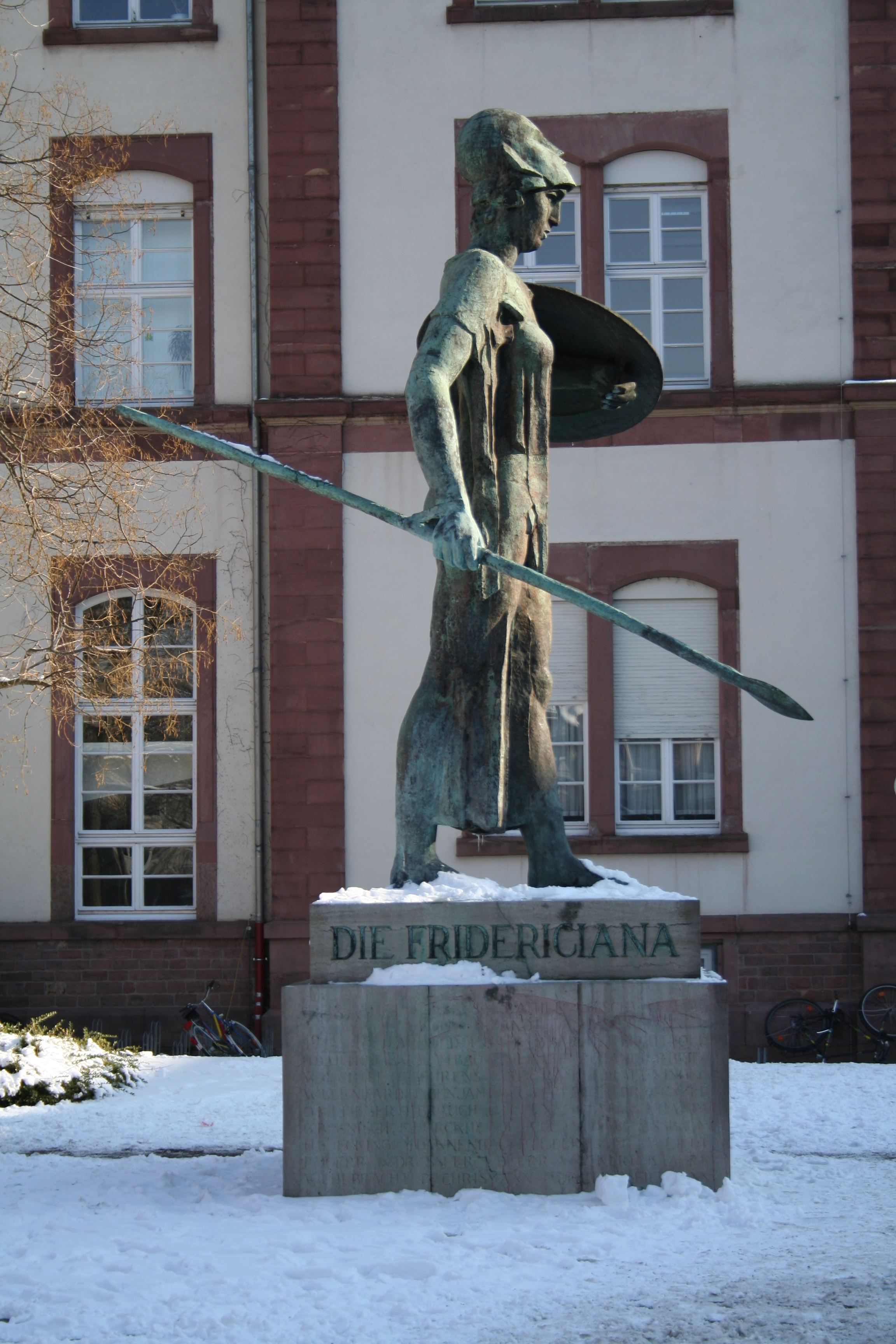
Статуя Афины Паллады в центральном дворе Эренхоф

Политехникум Карлсруэ был основан 7 октября 1825 года по образцу Политехнической школы в Париже великим герцогом Людвигом I Баденским.
С 1832 года по 1920 год к нему относилось и государственное лесное училище, которое впоследствии было присоединено к Тюбингенскому университету во Фрайбурге-им-Брайсгау.
В 1865 году политехникум был преобразован великим герцогом Фридрихом I в Высшую техническую школу, к этому периоду относится его второе название «Фридерициана».
В 1900 году введено право получения учёной степени доктора наук.
В 1904 году в Карлсруэ впервые в Германии к обучению в техническом вузе была допущена женщина.
В 1967 году Высшая техническая школа «Фридерициана» была переименована в Университет Карлсруэ.
В 1969 году университет Карлсруэ первым в Германии начал обучение дипломированных программистов.
В 1972 году был основан первый в Германии факультет информатики.
В 2006 году был подписан договор о создании Технологического Института Карлсруэ (англ. Karlsruhe Institute of Technology (KIT)). Высшее учебное заведение, созданное путём объединения Университета Карлсруэ и Научно-исследовательского центра Карлсруэ (нем. Forschungszentrum Karlsruhe), открылось 1 октября 2009 года.
Среди прочих здесь учились изобретатель автомобилей Карл Бенц и «отец американской водородной бомбы» Эдвард Теллер. В 1888 году в университете Карлсруэ Генрих Герц открыл электромагнитные волны, а двумя годами раньше он со своим учеником Вильгельмом Халльваксом впервые систематически изучил фотоэффект. Преемник Герца на посту заведующего кафедрой физики Отто Леманн выполняет здесь в начале двадцатого века фундаментальную работу по первому исследованию свойств жидких кристаллов. Коллега Герца по этой же кафедре профессор Фердинанд Браун разработал здесь в 1897 году первый вариант электронно-лучевой трубки. В 1860 году на базе университета был проведён первый всемирный съезд химиков, на котором защитники химической атомистики в острой борьбе с её противниками одержали победу. Активным участником этого съезда был Дмитрий Иванович Менделеев.

## Факультеты
Университет Карлсруэ состоит из 11 факультетов, подразделённых в свою очередь на 43 отделения:
- факультет математики
- факультет физики
- факультет химии и биологических наук
- факультет гуманитарных и общественных наук
- факультет архитектуры
- факультет инженерного строительства, наук о Земле и окружающей среде
- факультет инженерной химии и технологии производства
- факультет электротехники и информационных технологий
- факультет информатики
- факультет экономики
- факультет машиностроения

## Приём в университет и обучение
Долгое время в университете не существовало никаких отборочных экзаменов. Процесс отбора осуществлялся непосредственно во время обучения. Обучение на технических отделениях университета сильно ориентировано на теорию с большой долей математических дисциплин. На факультеты экономики, химии, физики, гуманитарных и общественных наук приём осуществляется на общем основании по результатам теста на пригодность. На первых семестрах обучения отбора не существует, исключение составляет только курс медицинских наук.
Начиная с зимнего семестра 2008/2009 года на все предметы, связанные с физикой (геофизика, физика и метеорология) приём будет вновь осуществляться без прохождения теста.

## Престиж
В последнем[когда?]

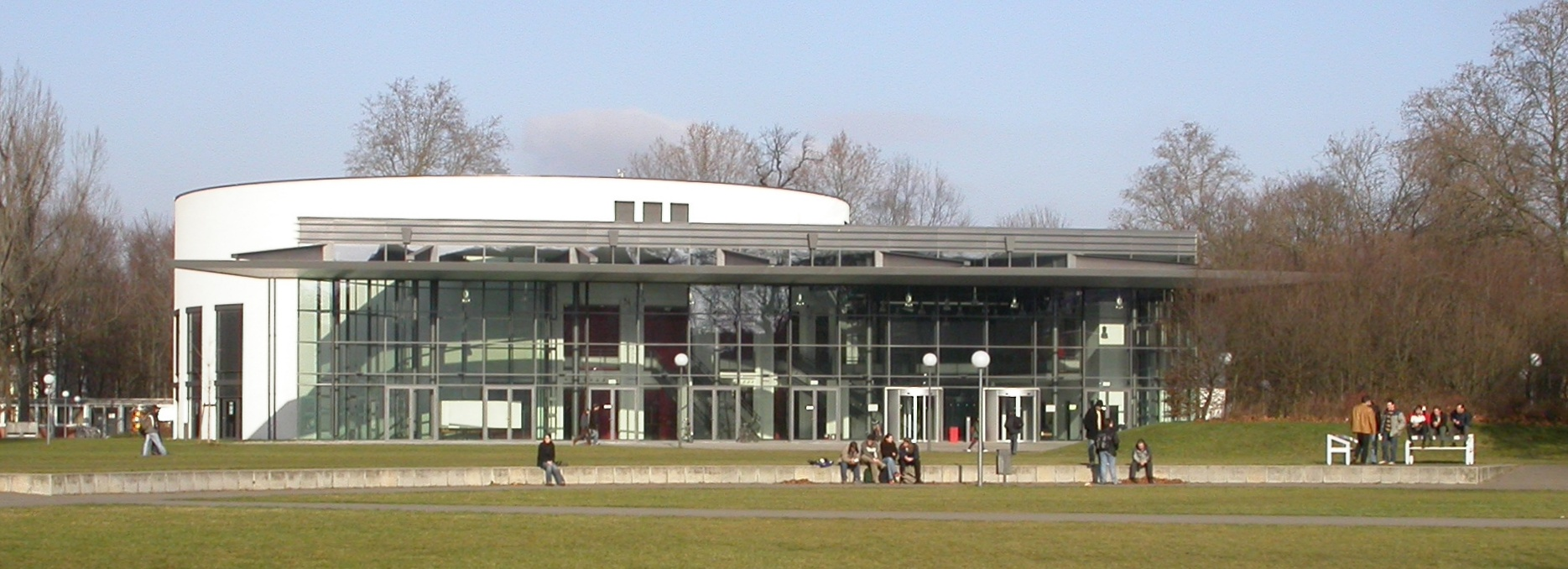
Самая большая аудитория «Аудимакс»

 рейтинге Центра развития высших школ университет Карлсруэ занимает по информатике высший балл в четырёх из пяти категорий (престижные преподаватели, средства на исследования, ИТ-инфраструктура, качество обучения). В инженерном строительстве университет занимает высшие баллы во всех категориях и, таким образом, возглавляет немецкие университеты. В области физики и химии «Фридерициана» занимает лидирующие позиции в двух из пяти категорий: по научным публикациям, и на факультете физики по качеству обучения, а на факультете химии по объёму выделяемых на исследования средств.
Отделение инженерной экономики уже несколько лет[когда?]

 находится на верхней строчке рейтинга.
Университет Карлсруэ является с 13 октября 2006 года вместе с Мюнхенским техническим университетом и Мюнхенским университетом имени Людвига и Максимилиана элитным университетом-участником программы «Концепции будущего», что обеспечивает вузу ежегодную финансовую поддержку в размере 20 миллионов евро со стороны государства до 2011 года.
В области исследований и обучения университет Карлсруэ относится к лучшим немецким вузам. Это видно, в частности, по количеству иностранных студентов, составляющих около 20 процентов от общего числа студентов. Каждые шесть учащихся на тысячу получают «Стипендии немецкого народа» для одарённых студентов.

## Знаменитые профессора и исследователи
| Факультет                                       | Имена |
| ----------------------------------------------- | --- |
| Архитектура                                     | Биллинг, Герман, Айерман, Эгон |
| Инженерное строительство и геология             | Дишингер, Франц, Лейссинк, Ганс, Лейцбах, Вильгельм, Паулке, Вильгельм, Ребок, Теодор, Тулла, Иоганн Готфрид, Эльбек, Юрген |
| Биология/Химия                                  | Бредиг, Георг, Бунте, Ганс, Вельцьен, Карл, Габер, Фриц — нобелевский лауреат, Григе, Рудольф, Зебах, Дитер, Крогманн, Клаус, Лаутерборн, Роберт, Ле Бланк, Макс, Лен, Жан Мари — нобелевский лауреат, Маурер, Эдуард, Мейер, Лотар, Михаэлис, Август, Ружичка, Леопольд — нобелевский лауреат, Фаянс, Казимир, Штаудингер, Герман — нобелевский лауреат, Шток, Альфред, Энглер, Карл, Юст, Леопольд |
| Химическая технология и технология производства | Нусэльт, Вильгельм |
| Электротехника                                  | Арнольд, Энгельберт, Фёллингер, Отто, Шваб, Адольф, Штейнбух, Карл |
| Лесоводство                                     | Хаусрат, Ганс, Лер, Юлиус |
| География и геоэкология                         | Кильхенманн, Андре |
| История                                         | Баумгартен, Герман, Бусманн, Вальтер, Лилль, Рудольф, Нипердей, Томас, Шнабель, Франц, Штайнбах, Петер, Фукс, Вальтер Петер |
| Информатика                                     | Гоос, Герхард, Крюгер, Герхард, Локеманн, Петер, Штейнбух, Карл, Штудер, Руди, Цорн, Вернер |
| Машиностроение                                  | Бенц, Карл, Виттиг, Зигмар, Грасгоф, Франц, Нусэльт, Вильгельм, Редтенбахер, Фердинанд |
| Математика                                      | Клебш, Рудольф Фридрих Альфред, Гамель, Георг, Гойн, Карл, Шрёдер, Эрнст |
| Философия                                       | Ленк, Ханс |
| Физика                                          | Браун, Фердинанд — нобелевский лауреат, Весс, Юлиус, Геде, Вольфганг, Гертсен, Кристиан, Герц, Генрих, Леман, Отто |
| Общественные науки                              | Шеферс, Бернгард, Шпиннер, Гельмут, Эйлер, Ганс Петер |
| Экономика                                       | Вернер, Гётц, Вюрт, Райнхольд, Ласперес, Этьен, Эйхгорн, Вольфганг, Эммингаус, Арвед |
| Филология                                       | Гайер, Светлана |

## Известные студенты
| Факультет                           | Имена |
| ----------------------------------- | --- |
| Архитектура                         | Роберт Марфельд, Унгерс, Освальд, Шпеер, Альберт, Геппенер, Максим Карлович                                     |
| Инженерное строительство и геология | Гервиг, Роберт, Либхер, Хуберт, Людвиг, Дитер, Падюков, Сергей                                                  |
| Химия                               | Полани, Майкл, Рэц, Эбергард, Цан, Гельмут                                                                      |
| Химическая технология               | Теллер, Эдвард                                                                                                  |
| Машиностроение                      | Бенц, Карл, Говальт, Бернгард, Книпкамп, Генрих, Мак, Роланд, Рёло, Франц, Тиссен, Август, Шкода, Эмиль         |
| Математика                          | Нётер, Фриц, Димитрие Нешич                                                                                     |
| Педагогика                          | Лэй, Вильгельм Август                                                                                           |
| Физика                              | Бальмер, Иоганн Якоб, Герст, Александр, Гюнч, Фриц-Рудольф, Чира, Клаус, Шмидбауэр, Бернд                       |
| Электротехника                      | Видероэ, Рольф, Платтнер, Хассо, Хопп, Дитмар, Цетше, Дитер, Азеф, Евно Фишелевич, Понятов, Александр Матвеевич |
| Инженерная экономика                | Квандт, Штефан, Шпор, Карстен, Радермахер, Франц Йозеф, Роговски, Михаэль, Юбер, Бодо, Ференбах, Франц          |